# Aek Unsin
Aek Unsin is een bestuurslaag in het regentschap Toba Samosir van de provincie Noord-Sumatra, Indonesië. Aek Unsin telt 425 inwoners (volkstelling 2010).